# Ceriomura
Ceriomura  (лат.) — род аранеоморфных пауков из подсемейства Amycinae в семействе пауков-скакунов (Salticidae). Оба вида распространены в странах Южной Америки.

## Виды
- Ceriomura cruenta (Peckham & Peckham, 1894) — Бразилия typus
- Ceriomura perita (Peckham & Peckham, 1894) — Перу